# Abd ül-Mecid I
Abd ül-Mecid I, född 23 eller 25 april 1823 i Istanbul, död 25 juni 1861 i Istanbul, var sultan över det Osmanska riket från 1 juli 1839 fram till sin död 1861.

## Biografi
Abd ül-Mecid var son till sultanen Mahmud II och Bezmi Alim Valide Sultan. Han fick en västerländskt inriktad uppfostran och en god utbildning. Han talade turkiska, arabiska, franska och persiska flytande.
Han efterträdde 1839 sin far, Mahmud II, mitt under det att riket efter den osmanska härens upplösning vid Nisib, där Egyptens pascha Mehmet Ali, segrade, befann sig i så kritiskt läge att den unge sultanen kunde vänta sig bli angripen i sin egen huvudstad. De europeiska makterna räddade emellertid riket. Abd ül-Mecid lät ständigt leda sig av sin mor (död 1853) och sin europeiskt bildade storvesir Reschid Pascha, vilka 1839 lät honom utfärda den liberala konstitutionen chatt-i-sjerif, varigenom hans fars politik fortsattes. 
1840 agerade Abd ül-Mecid för att stoppa förföljelsen av judar i Damaskus, han engagerade sig också mot slaveri. 1847 skickade han nödhjälp till det svältande Irland. Något som ledde till en kontrovers med drottning Viktoria. År 1850 vann Abd ül-Mecid ett stort erkännande från hela Europa för bland annat sin fasta vägran att efterkomma Österrikes och Rysslands krav att utlämna ungerska och polska flyktingar. Året 1856 utfärdade han en ny grundlag, hatt-i humajun, som skulle ombilda de Osmanska riket i västerländsk mening, och 1858 avkriminaliserade han homosexualitet.
Till det yttre hade hans makt vuxit, i och med att Egypten, Tripolis och Tunisien lovade riket lydnad och imamen av Maskat fogade sig under dess överhöghet. 
Abd ül-Mecid hade 37 barn varav fem kom att bli sultaner: Abd ül-Hamid II, Murad V, Mehmed V och Mehmet VI. Han beskrivs som en rättvis och godmodig man, men han var även bräcklig och tyckte mycket om sinnliga njutningar. Sultan Abd ül-Mecid avled i tuberkulos vid 39 års ålder.